# Липів Ріг (станція)
Липів Ріг — проміжна залізнична станція 5-го класу Київської дирекції Південно-західної залізниці на лінії Чернігів — Ніжин між станціями Ніжин (10 км) та Вертіївка (8 км). Розташована в селі Яблуневе Ніжинського району Чернігівської області.

## Пасажирське сполучення
На станції зупиняються лише приміські поїзди сполученням Ніжин — Чернігів.

## Подія
23 листопада 2021 року, у зв'язку з обривом контактної мережі на дільниці Чернігів — Ніжин поблизу станції Липів Ріг, відбулася затримка руху низки поїздів, зокрема приміські поїзди № 6301 Ніжин — Чернігів та № 6302 Чернігів — Ніжин були затримані до 2,5 годин. Пасажирів регіонального поїзда № 864 сполученням Неданчичі — Київ-Волинський вимушено було пересаджено на поїзд № 779 Суми — Київ. Пасажири поїзда № 864 Неданчичі — Київ-Волинський прибули до кінцевої станції із затримкою на 1,5 години.